# رمضان در ایران

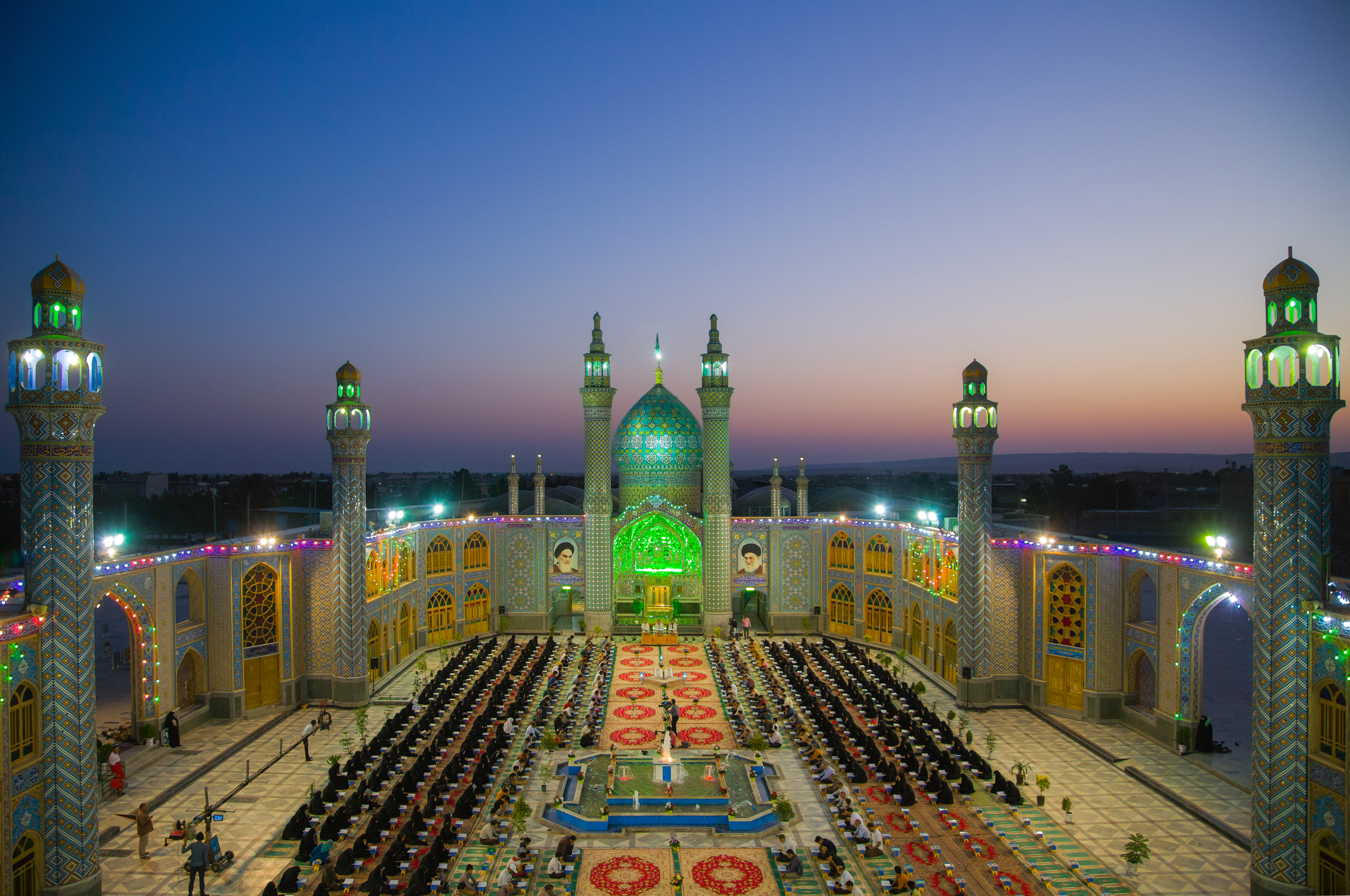
مراسم جزءخوانی قرآن ماه رمضان در حرم محمد هلال بن علی، آران و بیدگل - جلسات جزءخوانی قرآن رمضان در ایران، هر ساله در روزهای ماه رمضان در مساجد، اماکن زیارتی و جلسات خانگی برگزار می‌شود.

ماه رمضان در ایران از دیرباز شامل آواها و آیین‌های خاص بوده‌است.

## آیین‌های استقبال

### آیین‌ها
باریگِندان
جشن باریگِندان یا برغندان از جشن‌های مشترک ایرانیان و ارمنیان است که افزون بر تشابه اسمی، آداب و سنن برگزاری آن‌ها نیز شبیه هم است. این جشن پیش از فرارسیدن ایام روزه برگزار می‌شد و هر دو قوم آن را جشن می‌گرفتند. در روزگار پیشین، ایرانیان روزهای آخر ماه شعبان را که نزدیک‌شدن ماه رمضان را نوید می‌داد، با جشن و سرور سپری می‌کردند. مدت زمان برگزاری جشن برغندان هفت تا ده روز بود. در منابع مختلف از این جشن با نام‌های باریگِندان، برغندان، برقندان، سنگ‌اندازان، کلوخ‌اندازان، سنگ‌انداز، برق‌انداز، کلوخ‌انداز نام برده شده‌است. با این حال، سال‌هاست که در ایران جشن برغندان به هیچ وجه اجرا نمی‌شود.

### موسیقی‌ها
نقاره‌زنی
رسم نقاره‌زنی برای رؤیت هلال در ایران به پیش از اسلام برمی‌گردد. ایرانی‌ها ابتدای هر ماه نقاره می‌زدند تا رسیدن ماه تازه را خبر دهند؛ در شاهنامهٔ فردوسی ۱۸ بار به نقاره‌زنی اشاره شده‌است. پس از اسلام این رسم به گونه‌ای دیگر ادامه پیدا کرد؛ چاووش‌خوان‌ها هم آمدن ماه رمضان را نوید می‌دادند؛ به این معنی که دو یا سه روز قبل از فرارسیدن ماه رمضان به خیابان‌ها می‌رفتند و آمدن ماه رمضان را نوید می‌دادند تا مسلمانان خود را برای چنین ماهی آماده کنند و غیرمسلمان‌ها تظاهر به روزه‌خواری نکنند. همین چاوش‌خوان‌ها سه روز آخر ماه رمضان، «الوداع‌خوانی» می‌کردند و به استقبال ماه شوال می‌رفتند.
موسیقی رؤیت هلال
بخش دیگری از موسیقی رمضان به دیدن هلال ماه — چه هلال ماه رمضان و ماه شوال — برمی‌گشت. در این آیین، بزرگان شهر به اتفاق یک یا دو نفر نوحه‌خوان خوش‌صدا به بلندی‌های مشرف به منطقهٔ خود می‌رفتند و چشم به آسمان می‌دوختند. وقتی بزرگان، دیدن ماه را تأیید می‌کردند، نوحه‌خوان جمع را به فرستادن صلوات دعوت می‌کرد و به خواندن آوازهایی در تکریم و استقبال از ماه رمضان می‌پرداختند یا اگر ماه شوال را در آسمان دیده بودند با ماه رمضان خداحافظی می‌کردند و از خداوند می‌خواستند تا طاعات و عباداتشان را بپذیرد.

## آیین‌های رمضان

### آیین‌ها
گرگیعان
گرگیعان یا قرقیعان آیین سنتی رایج بین عرب‌های خوزستان است. این آیین که ریشه‌ای تاریخی دارد در نیمهٔ ماه رمضان در مناطق عرب‌نشین توسط کودکان اجرا می‌شود. این جشن در میان شیعیان دیگر کشورهای عربی نیز جایگاه بالایی دارد. در این آیین، در شب پانزدهم ماه رمضان، کودکان عرب خوزستان پس از افطار، لباس‌های محلی خود را پوشیده، پسران دشداشه پوشیده و دختران چادر عربی بر سر
می‌کنند و با شور و شعف به کوچه-پس‌کوچه‌های شهرها و روستاهای عرب‌نشین می‌روند و با بر گردن آویختن کیسه‌هایی از پیش تهیه‌شده، برای جمع‌آوری عیدی و شیرینی ماه رمضان به درب خانه‌ها می‌روند.
ترنا بازی
ترنا بازی از بازی‌های ایرانی و از سرگرمی‌های قهوه‌خانه‌نشینان، به‌ویژه در شب‌های دراز زمستان و شب‌های ماه رمضان بود.

### موسیقی‌ها
«ذکرخوانی» مهم‌ترین ویژگی موسیقی رمضان است؛ هنری که شکل‌های متفاوتی داشته و هدف از آن تقویت نیروی معنوی و سوق‌دادن روزه‌داران به سمت نیکی و نیکویی بوده‌است. ایرانی‌ها با نغمه‌های آهنگین و ادوات موسیقی ذکرهای مخصوص ماه رمضان را برای جوانان اجرا می‌کردند تا آن‌ها را با واژگان و جملات مقدس و روحانی به سمت خوبی و پاکی سوق دهند.
موسیقی رمضان در ایران پر از شادی بود چراکه می‌کوشید انسان را به معنویت نزدیک کند. تنها اشعار حزن‌انگیزی که در این ماه خوانده می‌شد به ایام قتل علی بن ابی‌طالب برمی‌گشت. «منقبت‌خوانی» ویژهٔ شب‌های قدر بود و در رثای علی بن ابی‌طالب خوانده می‌شد؛ در نیمهٔ رمضان هم مولودی‌خوانی و مناجات حسنی وجود داشت. «صلوات‌خوانی» تنها به ماه رمضان اختصاص نداشت اما در این ماه زیباتر اجرا می‌شد و در برخی شهرها چون دزفول و شوشتر حتی صلوات‌خوانی شاد هم وجود داشت.
موسیقی‌های سحرگاهی
ایرانیان مسلمان بنا بر یک رسم کهن عادت کرده بودند یک تا سه روز پیش از رؤیت هلال ماه رمضان به پیشواز این ماه بروند. به همین خاطر، یک ساعت به اذان صبح مانده به بام خانه خود می‌رفتند و اذان می‌گفتند و مردم را به صلوات‌فرستادن، دعوت می‌کردند. این‌گونه آوازها، اغلب در چهارگاه اجرا می‌شد و گونه‌ای چاووش‌خوانی بود. بعدها سحرخوان‌ها، علاوه بر آواز، نقاره هم می‌نواختند تا حنجره‌شان دمی بیاساید؛ مناجات‌خوانی، اذان‌گفتن و دعاخواندن بخش‌های دیگری بود که به وقت سحر، یکی پس از دیگری اجرا می‌شد و این‌ها همه تمهیداتی بود که ایرانیان در گذشته برای به موقع بیدارکردن مؤمنین از خواب اندیشیده بودند.
سحرخوان‌ها تا نزدیک اذان به خواندن ادامه می‌دادند و سپس هنگامی که وقت اذان نزدیک می‌شد، ابیاتی را می‌خواندند که پایان هر بیت آن با یک صلوات همراه بود و همین رمزی بود که مردم تازه‌بیدارشده را آگاه می‌کرد که دیگر وقت کمی برای خوردن سحری دارند؛ به این کار صلوات‌خوانی می‌گفتند. سپس، دعاخوان‌ها دعای سحر را می‌خواندند و پس از آن مؤذن اذان می‌گفت.
گاه در مراسم سحرخوانی از طبل و دهل و شیپور و نقاره هم استفاده می‌کردند. گرچه در نقاط مختلف ایران از سازهای متفاوت استفاده می‌شد؛ برای مثال ترکمن‌ها از دوتار و مردم کرمانشاه از تنبور و در خانقاه‌ها از دف استفاده می‌کردند.
موسیقی‌های افطار
یکی از مراسمی که به وقت افطار انجام می‌شد این بود که یک ساعت پیش از غروب آفتاب، سه بار بر طبل می‌نواختند و این نواختن‌ها هر بار تندتر می‌شد تا مردم روزه‌دار بدانند چقدر به زمان افطار نزدیک شده‌اند و چه‌وقت می‌توانند از کار روزانه دست بردارند.

## آیین‌های بدرقه

### آیین‌ها
آیین‌های روز عید فطر در خوزستان
برای عرب‌های خوزستان عید فطر از جمله عیدهای باشکوه معنوی محسوب شده و از عید ملی نوروز مهم‌تر بوده، بر آن بیشتر ارج می‌نهند، به طوری که بعضی مردم در آن منطقه به این عید می‌گویند عید عرب‌ها
در این ایام بسیاری از مراکز و میادین این شهرها آذین‌بندی و چراغانی می‌شود. علاوه بر این، مردم نیز همچون ایام نوروز پیشاپیش به خانه‌تکانی پرداخته و خود را برای استقبال هرچه مناسب‌تر از این عید آماده می‌کنند. عرب‌های خوزستان دو روز مانده به عید را «ام‌الوسخ» و یک روز مانده به عید را «ام‌الحلس» می‌نامند. ام‌الوسخ به معنای روز «چرکین» است. در این روز مردم عرب به نظافت خانه‌های خود می‌پردازند، اجناس تازه برای منزل می‌خرند و خانه را برای فرارسیدن عید و اکرام مهمان تمیز و آماده می‌کنند. روز بعد از ام‌الوسخ را ام‌الحلس می‌نامند. ام‌الحلس نیز که نامی محلی و قدیمی است به معنای روز نظافت و رسیدگی شخصی است. در این روز جوانان به ظاهر خود رسیدگی می‌کنند. البته واژهٔ حلس دیگر کمتر به کار می‌رود و می‌توان گفت ام‌الحلس متضاد و نقطهٔ مقابل ام‌الوسخ است.
در این ایام فروش انواع شیرینی و آجیل و ازدحام جمعیت در بازارهای شهرهای عرب‌نشین جلوه‌ای دیگر به آن‌ها می‌بخشد. علاوه بر این، بازار انواع پوشاک نیز در این ایام بسیار رونق می‌گیرد چراکه اکثر مردم رخت و لباس خود را برای عید فطر نو می‌کنند. در شب عید و هنگام اعلام رؤیت هلال ماه، مردم عرب طبق عادات خود در مساجد تکبیرگویان این عید را اعلام می‌کنند به طوری که صدای تکبیر فضای عرفانی خاصی را برای دقایقی در شهرها به وجود می‌آورد. در این روز بچه‌ها در کوچه-پس‌کوچه‌ها به شادی و سرور می‌پردازند.
مردم که از چند روز قبل خود را برای این روز آماده کرده‌اند در این روز، پس از اقامهٔ نماز عید فطر، خود را برای آیین‌های این روز آماده می‌کنند. بسیاری از مردم ابتدا به قبرستان‌ها رفته و بر سر مزار بستگان خود حاضر می‌شوند. سپس افراد یک محله در ابتدا برای تبریک عید به خانهٔ همسایه‌های عزادار محلهٔ خود می‌روند و برای آنان دعای سالی خوش و بی‌مصیبت می‌کنند. پس از آن نوبت به بزرگان محله می‌رسد.
براساس یک سنت دیرینه، مردم خوزستان عید فطر را در کنار اعضای خانواده و دوستان سپری کرده یا افراد کوچک‌تر به خانهٔ بزرگ‌ترهای خود می‌روند تا عید را به یکدیگر تبریک بگویند. همچنین در این روز مردم به خانه‌های همسایگان و آشنایان رفته و در آن روز در هر خانه‌ای سفره‌ای رنگین پهن می‌شود. در روز عید فطر درب خانه‌ها باز است و همسایه‌ها با گفتن «یا الله» و «عیدکم مبارک یا اهل البیت» وارد خانه‌ها شده و با گفتن جملاتی نظیر «عیدکم مبارک» و «ایامکم سعیده» و «الله ایعوده علیکم بخیر و عافیة» که ورد زبان کوچک و بزرگ و زن و مرد است به خانهٔ همسایه‌ها می‌روند. در میان عشایر خوزستان نیز مردم با «هوسه» و پایکوبی کوچه‌های محلات را طی می‌کنند و به سراغ بزرگ محله و قبیله رفته و در مضیف (مکان پذیرایی) گرد هم می‌آیند. برخی در این مجلس به شعرسرایی می‌پردازند و ترنم شنیدن صدای شعرهای شعبی (شعرهایی با زبان گفتار) به گوش می‌رسد. همچنین در این روز برخی از مردم به پخش شیرینی و شربت در مجالس و محافل و کوچه و بازار می‌پردازند.

## نگارخانه

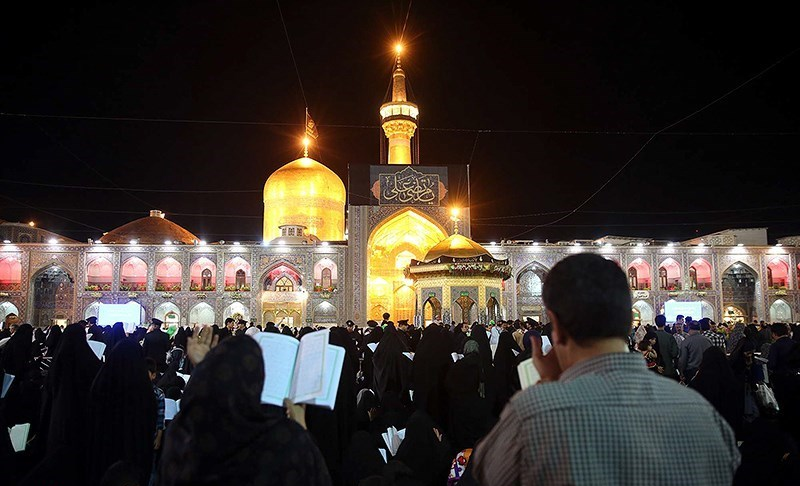
ایرانیان در حال زیارت شب قدر در حرم امام رضا هستند
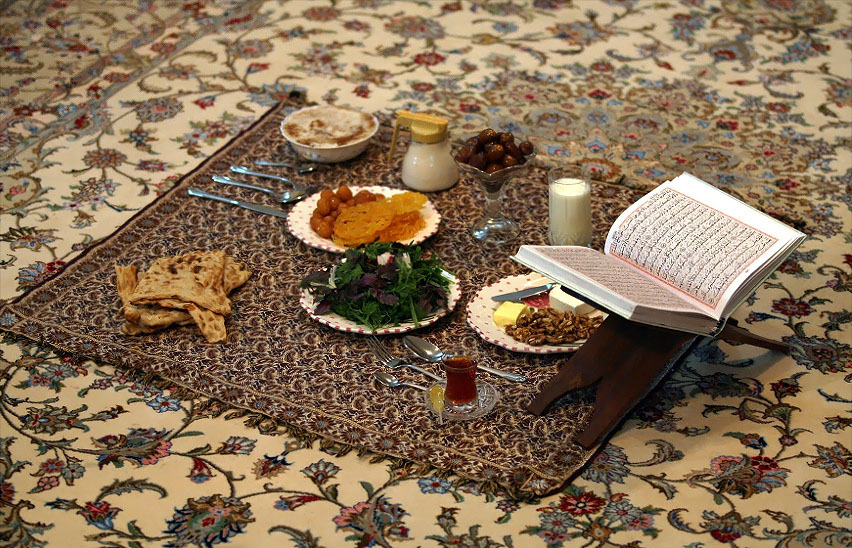
یک افطار ساده.

## پی‌نوشت
1. ↑  «جشن برغندان و باریگِندان»،  هویس.
2. ↑  «جشن برغندان و باریگِندان»،  هویس.
3. ↑  «جشن برغندان و باریگِندان»،  هویس.
4. ↑  «جشن برغندان و باریگِندان»،  هویس.
5. ↑  جاوید، «نغمه‌های فراموش‌شدهٔ رمضان...»، خبرگزاری میراث فرهنگی.
6. ↑  جاوید، «نغمه‌های فراموش‌شدهٔ رمضان...»، خبرگزاری میراث فرهنگی.
7. ↑  منصور آل‌کثیر، «جشن گرگیعان در خوزستان»، خبرگزاری میراث.
8. ↑  منصور آل‌کثیر، «جشن گرگیعان در خوزستان»، خبرگزاری میراث.
9. ↑  منصور آل‌کثیر، «گذری بر آئین گرگیعان...»، انسان‌شناسی و فرهنگ.
10. ↑  موسوی بجنوردی و  بلوکباشی، «ترنا بازی»، دایرةالمعارف بزرگ اسلامی.
11. ↑  جاوید، «نغمه‌های فراموش‌شدهٔ رمضان...»، خبرگزاری میراث فرهنگی.
12. ↑  جاوید، «نغمه‌های فراموش‌شدهٔ رمضان...»، خبرگزاری میراث فرهنگی.
13. ↑  جاوید، «نغمه‌های فراموش‌شدهٔ رمضان...»، خبرگزاری میراث فرهنگی.
14. ↑  جاوید، «نغمه‌های فراموش‌شدهٔ رمضان...»، خبرگزاری میراث فرهنگی.
15. ↑  جاوید، «نغمه‌های فراموش‌شدهٔ رمضان...»، خبرگزاری میراث فرهنگی.
16. ↑  جاوید، «نغمه‌های فراموش‌شدهٔ رمضان...»، خبرگزاری میراث فرهنگی.
17. ↑  منصور آل‌کثیر، «گذری بر آئین گرگیعان...»، انسان‌شناسی و فرهنگ.
18. ↑  حسین‌نژادیان، «عوامل تأثیرگذار در فرهنگ عمومی»، روزنامهٔ کیهان، ۶.
19. ↑  «عید فطر تداعی‌کنندهٔ نوروز...»،  عصر ایران.
20. ↑  «عید فطر تداعی‌کنندهٔ نوروز...»،  عصر ایران.
21. ↑  «عید فطر تداعی‌کنندهٔ نوروز...»،  عصر ایران.
22. ↑  منصور آل‌کثیر، «تعطیلی سه‌روزهٔ عید فطر...»، ایسنا.
23. ↑  «عید فطر تداعی‌کنندهٔ نوروز...»،  عصر ایران.
24. ↑  «عید فطر تداعی‌کنندهٔ نوروز...»،  عصر ایران.
25. ↑  منصور آل‌کثیر، «تعطیلی سه‌روزهٔ عید فطر...»، ایسنا.
26. ↑  «عید فطر تداعی‌کنندهٔ نوروز...»،  عصر ایران.
27. ↑  «عید فطر تداعی‌کنندهٔ نوروز...»،  عصر ایران.
28. ↑  منصور آل‌کثیر، «تعطیلی سه‌روزهٔ عید فطر...»، ایسنا.
29. ↑  «عید فطر تداعی‌کنندهٔ نوروز...»،  عصر ایران.
30. ↑  «عید فطر تداعی‌کنندهٔ نوروز...»،  عصر ایران.
31. ↑  منصور آل‌کثیر، «تعطیلی سه‌روزهٔ عید فطر...»، ایسنا.
32. ↑  «عید فطر تداعی‌کنندهٔ نوروز...»،  عصر ایران.